# Ceraria
Ceraria ist eine Pflanzengattung der Familie der Didiereaceae innerhalb der Ordnung der Nelkenartigen (Caryophyllales).

## Beschreibung
Es sind kahle und mehr oder weniger laubabwerfende Sträucher mit zweihäusigen oder bei einigen Arten mit zwittriger Blüte. Die flachen bis stielrunden und kleinen Blätter stehen gegenständig oder wirtelig und fallen vor der beginnenden Blüte ab.

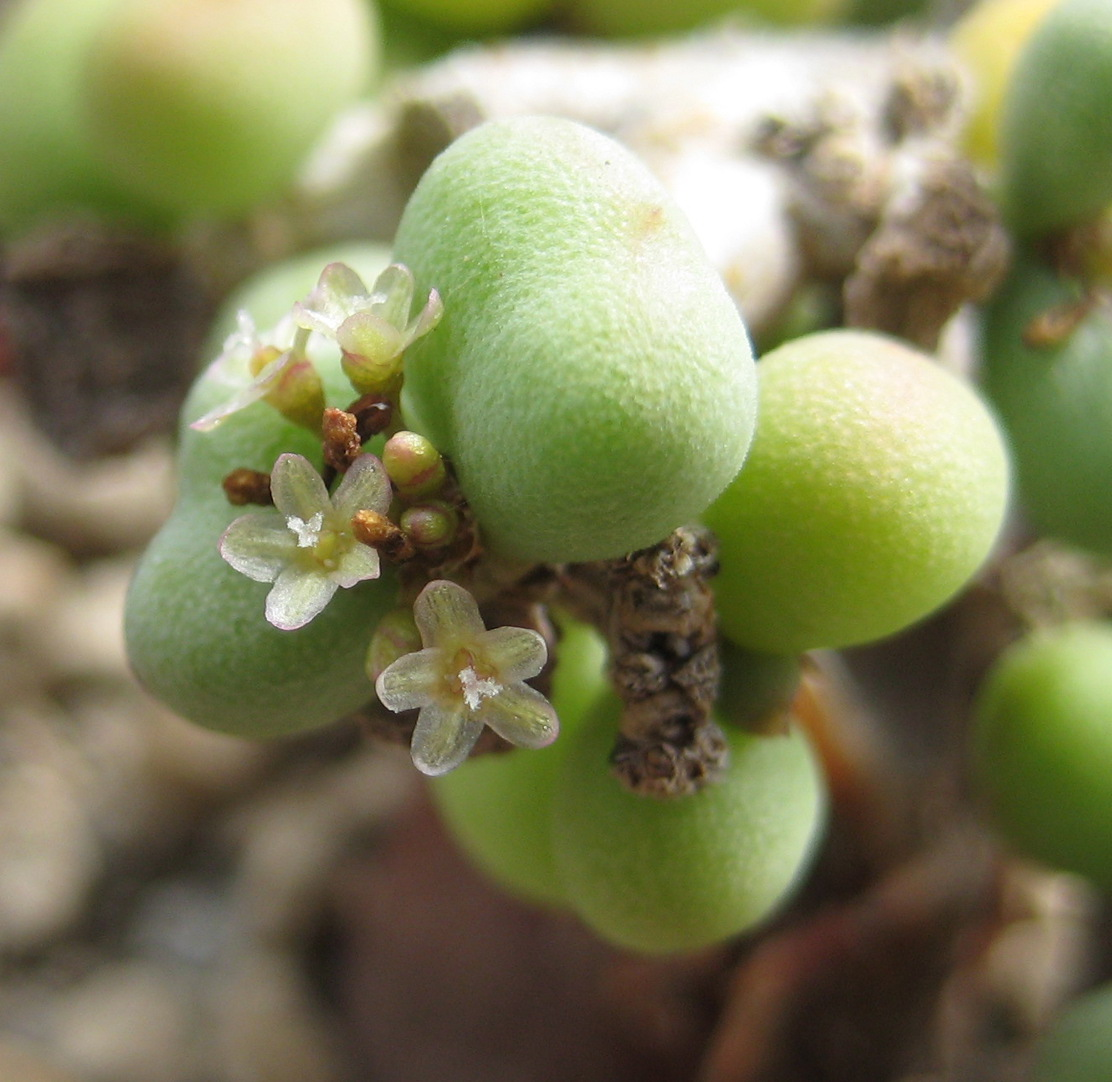
Ceraria pygmaea in Blüte

Die Blüten stehen seitlich am Trieb und tragen 1 bis 6 winzig kleine Einzelblüten. Es werden zwei kurze ausdauernde Kelchblätter gebildet. Die fünf Kronblätter sind weiß bis tiefrosa gefärbt und stehen frei. Die Blüte enthält fünf Staubblätter, die in den weiblichen Blüten zu Staminodien umgebildet sind. Die Pollen sind tricolpat. Der oberständige Fruchtknoten ist dreikantig und besteht aus zwei bis drei Fruchtblättern mit einer Samenanlage. Die zu Beginn einflügeligen Früchte sind beerenartig und später ungeflügelt.
Die Chromosomenzahl ist x = 24.

## Verbreitung
Die Arten der Gattung sind in Namibia und Südafrika verbreitet.

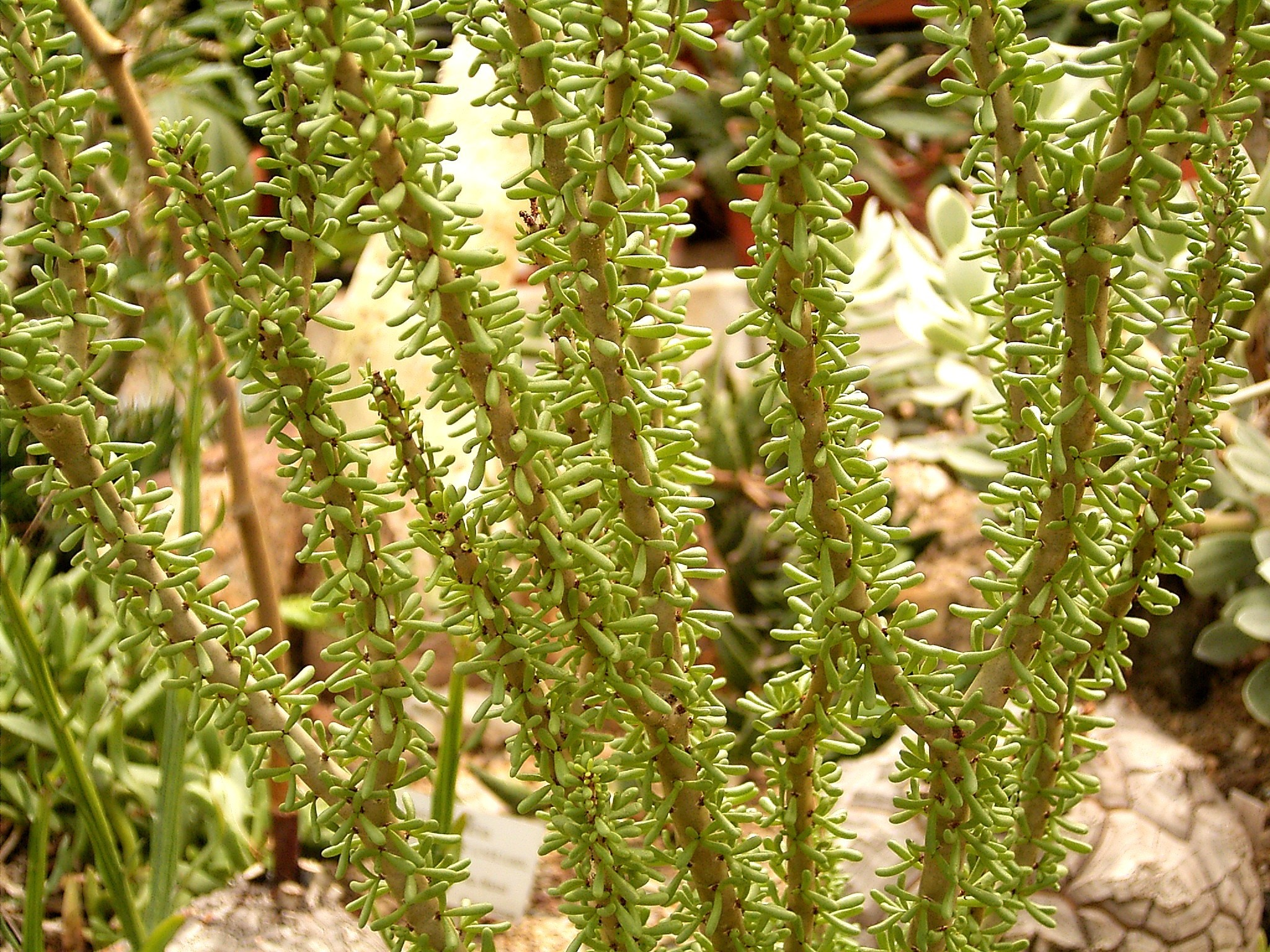
Ceraria namaquensis

## Systematik
Die Gattung wurde 1912 durch Henry Pearson und Edith Stephens aufgestellt. Die Typusart, Portulacaria namaquensis, heute Ceraria namaquensis, wurde als Lectotypus 1987 durch B.L. Nyananyo bestimmt. Nach R. Govaerts wird aber die Gattung Ceraria in die Gattung Portulacaria seit 2014 einbezogen.
Die Gattung enthält fünf Arten:
- Ceraria carrissoana Exell & Mendoça (Syn.: Portulacaria carrissoana (Exell & Mendonça) Bruyns & Klak): Die Heimat ist das südwestliche Angola und das nordwestliche Namibia.[2]
- Ceraria fruticulosa H.Pearson & Stephens (Syn.: Portulacaria fruticulosa (H.Pearson & Stephens) Bruyns & Klak): Die Heimat ist das südwestliche Namibia und die Provinz Nordkap Südafrikas.[2]
- Ceraria longipedunculata Merxm. & Podlech (Syn.: Ceraria kaokoensis Swanepoel, Portulacaria longipedunculata (Merxm. & Podlech) Bruyns & Klak): Die Heimat ist das südwestliche Angola und das nordwestliche Namibia.[2]
- Ceraria namaquensis (Sonder) H.Pearson & Stephens (Syn.: Ceraria gariepina H.Pearson & Stephens, Portulacaria namaquensis Sond.): Die Heimat ist das südliche Namibia und die Provinz Nordkap Südafrikas.[2]
- Ceraria pygmaea (Pillans) G.D.Rowley (Syn.: Portulacaria pygmaea Pillans): Die Heimat ist das südwestliche Namibia und die Provinz Nordkap Südafrikas.[2]